# 大麵羹

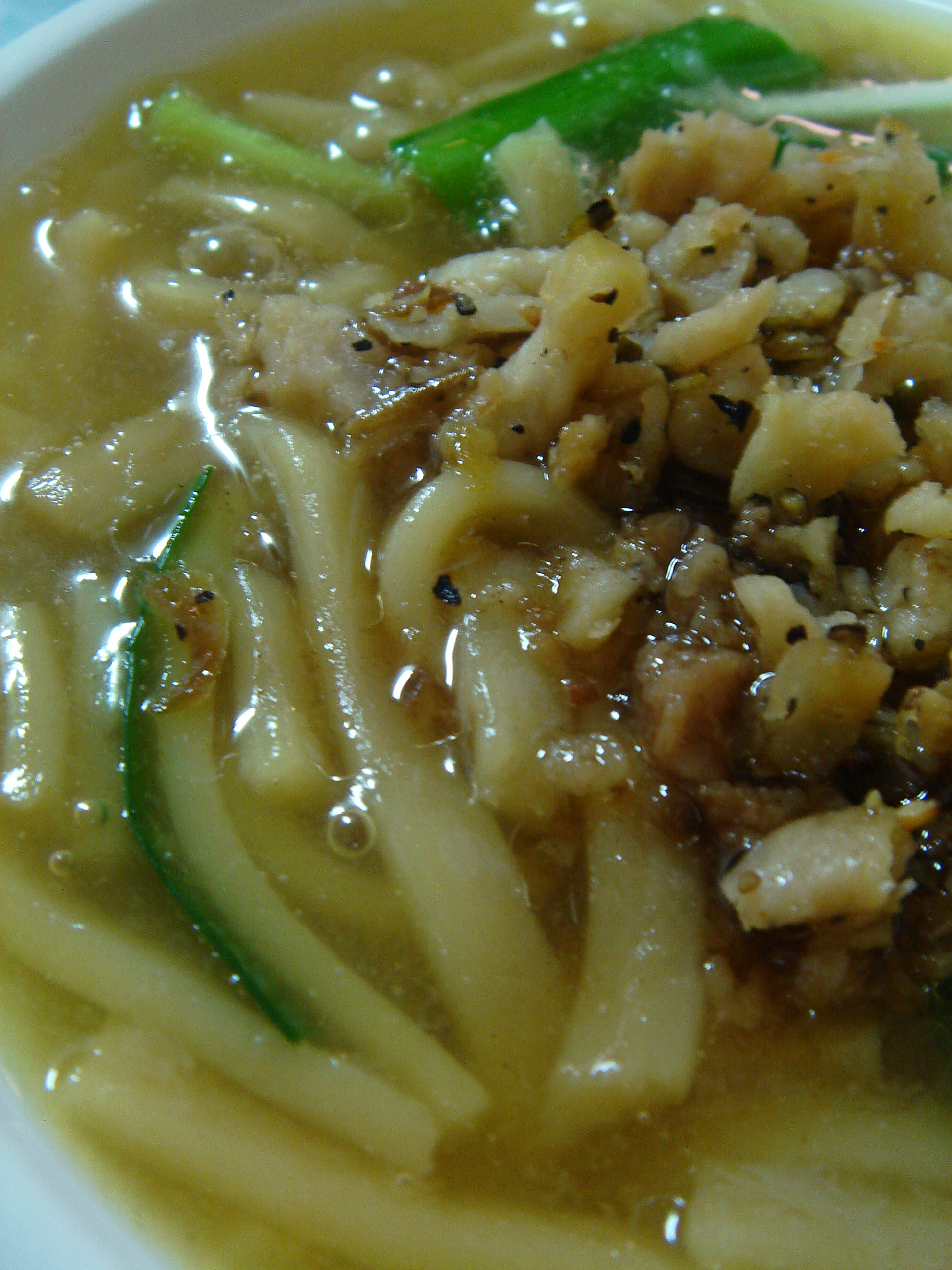
大麵焿

大麵羹（亦為大麵焿）是臺中市獨有的特色小吃。它是由「大麵條」、加油蔥酥、蝦米、碎蘿蔔乾和切段的韮菜拌著吃的一種麵食，麵條口感滑溜滑溜，麵湯濃濃稠稠，而所謂的大麵比一般黃麵、白麵都要粗；因大麵下滾水煮熟後，麵湯稠稠的，嘗起來有點黏又不會太黏，所以稱作為「羹」，還帶著特殊的鹼味，但與一般小吃裡所謂的羹不同，一般為早餐主食，也有餐車會當宵夜販賣。

## 歷史
台灣戰後初期，就已經出現大麵羹，當時只是窮人家餬口的食物，因此也沒加什麼配料，粗大的麵條下肚只求溫飽，因此加入大量的鹼粉（同「福建炒麵」），使其煮起來時會脹大許多。後來許多店家加入了一些菜脯、蝦米、肉燥、韭菜等等配料調味，簡單的香味加上大麵羹特有的「鹼味」，漸漸受到許多普羅大眾的喜愛，而發展成一道便宜又具有特色的地方小吃。

## 流傳地區
這種黃色加了鹼粉的特製粗麵條，味道較濃，由於它是屬於濕麵條，常溫下只能保存一至兩天，發跡時並沒完善的冷凍保存設備，交通也不發達，才成為地域性強的傳統小吃，也就因為如此，看的到大麵羹的區域，集中在大肚溪以北、豐原區以南、草屯鎮以西、大雅區以及梧棲區以東，換句話說，大麵羹就成了多數在臺中市的東區、西區、南區、北區、中區以及太平區、大里區才吃的到。後有移居外縣市的台中人，所以在南投縣與新竹市偶有發現販賣以解鄉愁。

## 特色
大麵是麵粉加鹼粉製成的一種特製粗麵條，能夠久煮不爛、越煮越香Q，所以吃起來有種特殊的味道，而且顏色為黃褐色至深褐色不等，因此之所以稱為「羹」，其實應該是「鹼」的臺灣閩南語發音，意指吃起來的那股特殊「鹼味」。

## 相關台中特有小吃
- 麻芛（麻薏、蔴薏、麻穎、麻薏）
- 羅氏秋水茶